# Юдзава (Ніїґата)

36°56′ пн. ш. 138°49′ сх. д. / 36.933° пн. ш. 138.817° сх. д.
Юдза́ва (яп. 湯沢町, ゆざわまち, МФА: [jud͡zawa mat͡ɕi̥]) — містечко в Японії, в повіті Мінамі-Уонома префектури Ніїґата. Станом на 1 квітня 2009 площа містечка становила 357,00 км². Станом на 1 червня 2011 населення містечка становило 8346 осіб.